# Mulleripicus funebris
El picatroncos filipino (Mulleripicus funebris) es una especie de ave piciforme de la familia Picidae endémica de Filipinas. Su hábitat natural son las selvas húmedas tropicales de las islas del archipiélago.

## Taxonomía
Suelen reconocerse dos subespecies:
- Mulleripicus funebris funebris, presente en las islas del norte del archipiélago.
- Mulleripicus funebris fuliginosus, algunos taxónomos consideran a esta variedad de las islas del sur una especie aparte.